# Rijnlandse Molenstichting

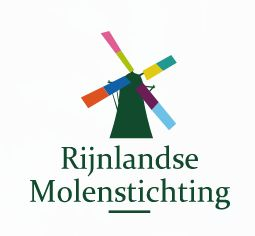
Logo van de Rijnlandse Molenstichting

De Rijnlandse Molenstichting is een stichting met als doel het beschermen en herstellen van Rijnlandse molens. Daarnaast wil ze het immaterieel erfgoed van het ambacht van molenaar bevorderen. Deze molenstichting is op 11 maart 1959 opgericht, in een periode waarin veel van de molens in Nederland reeds waren verdwenen en waarin de taak van de vele poldermolens in het Rijnland werd overgenomen door elektrische gemalen.
Het initiatief kwam van de Molencommissie van de Provincie Zuid-Holland waaruit J. Fockema Andraea (Hoogheemraadschap van Rijnland) en Anton Bicker Caarten de initiatieven namen om de stichting op te richten.
Als eerste voorzitter werd Emile Ernest Menten uit Warmond aangezocht. Deze bleef voorzitter tot 10 oktober 1962.
De Zwanburgermolen was in 1960 de eerste molen die in het bezit van de stichting kwam. Van de ongeveer 220 molens die nog in Zuid-Holland staan heeft de Rijnlandse Molenstichting er 52 in haar bezit en alle molens hebben de status van Rijksmonument. Het zomerhuis bij de molen Zelden van Passe en de overtoom bij de Blauwemolen zijn ook een rijksmonument.  
Tussen 1969 en 1971 had de stichting ook de Barremolen in bezit. Deze werd in 1971 verkocht aan Heineken.  
Zij is de grootste particuliere moleneigenaar van Nederland. De organisatie draait volledig op vrijwilligers. 
In 2017 werd de stichting door de minister van Onderwijs, Cultuur en Wetenschappen aangewezen als Professionele Organisatie voor Monumentenbehoud.
Anton Bicker Caarten, schrijver van vele boeken over molens, was vanaf de oprichting bestuurslid namens de Historische vereniging Oud Leiden en werd voorzitter van 1962 tot 1979. Hij en cultuurbeschermer Loek Dijkman (voorzitter van 1991 tot 2012) zijn beiden erevoorzitter. Sinds begin 2022 is Kees Wassenaar de voorzitter.

## Molens
De 52 molens die door de Rijnlandse Molenstichting in stand worden gehouden:
| Naam molen                        | Plaats                 | Gemeente              | Type molen  | In bezit sinds |
| --------------------------------- | ---------------------- | --------------------- | ----------- | -------------- |
| Achthovense Molen                 | Leiderdorp             | Leiderdorp            | wipmolen    | 1987           |
| Adermolen                         | Rijpwetering           | Kaag en Braassem      | grondzeiler | 1986           |
| Blauwe Molen                      | Rijpwetering           | Kaag en Braassem      | grondzeiler | 1968 en 2002   |
| Boterhuismolen                    | Warmond                | Teylingen             | grondzeiler | 1960           |
| Bovenmolen Driemanspolder         | Leidschendam           | Leidschendam-Voorburg | grondzeiler | 2023           |
| Broekdijkmolen                    | Warmond                | Teylingen             | grondzeiler | 1986           |
| Buurtermolen                      | Rijpwetering           | Kaag en Braassem      | wipmolen    | 1970           |
| Doeshofmolen                      | Leiderdorp             | Leiderdorp            | grondzeiler | 1963           |
| Doesmolen                         | Hoogmade               | Kaag en Braassem      | wipmolen    | 1963           |
| Faljerilmolen                     | Warmond                | Teylingen             | wipmolen    | 1985           |
| Gere Molen ("Blauwe Wip")         | Hazerswoude-Dorp       | Alphen aan den Rijn   | wipmolen    | 1974           |
| Googermolen                       | Roelofarendsveen       | Kaag en Braassem      | grondzeiler | 1972           |
| Groenendijkse Molen               | Hazerswoude-Rijndijk   | Alphen aan den Rijn   | wipmolen    | 1966           |
| Grosmolen                         | Hoogmade               | Kaag en Braassem      | wipmolen    | 1961           |
| Grote Molen                       | Zoeterwoude-Rijndijk   | Zoeterwoude           | wipmolen    | 1973           |
| Hogeveense Molen                  | Noordwijkerhout        | Noordwijk             | grondzeiler | 2018           |
| Hondsdijkse Molen                 | Koudekerk aan den Rijn | Alphen aan den Rijn   | grondzeiler | 1966           |
| Hoogewegse Molen                  | Noordwijk              | Noordwijk             | wipmolen    | 1961           |
| Hoogmadese molen                  | Hoogmade               | Kaag en Braassem      | wipmolen    | 1976           |
| Hoop Doet Leven                   | Voorhout               | Teylingen             | grondzeiler | 1999           |
| Kagermolen (De Kager)             | Kaag                   | Kaag en Braassem      | wipmolen    | 1984           |
| Kalkmolen                         | Leiderdorp             | Leiderdorp            | wipmolen    | 2009           |
| Klaas Hennepoelmolen ('t Poeltje) | Warmond                | Teylingen             | grondzeiler | 1979           |
| Kokmolen                          | Warmond                | Teylingen             | grondzeiler | 2018           |
| Lagenwaardse Molen                | Koudekerk aan den Rijn | Alphen aan den Rijn   | wipmolen    | 2004           |
| Lageveensemolen                   | Lisse                  | Lisse                 | wipmolen    | 1990           |
| Lakermolen                        | Warmond                | Teylingen             | grondzeiler | 2013           |
| Lijkermolen No 1                  | Rijpwetering           | Kaag en Braassem      | grondzeiler | 1976           |
| Lijkermolen No 2                  | Rijpwetering           | Kaag en Braassem      | grondzeiler | 1976           |
| Lisserpoelmolen                   | Lisse                  | Lisse                 | grondzeiler | 1986           |
| Meerburgermolen                   | Leiderdorp             | Leiderdorp            | grondzeiler | 1972           |
| Middenmolen Driemanspolder        | Leidschendam           | Leidschendam-Voorburg | grondzeiler | 2023           |
| Moppemolen                        | Rijpwetering           | Kaag en Braassem      | grondzeiler | 1984           |
| Munnikkenmolen                    | Leiderdorp             | Leiderdorp            | wipmolen    | 2009           |
| Nieuwe Hofmolen (v/h Veermolen)   | Warmond                | Teylingen             | wipmolen    | 1981           |
| Ondermolen Driemanspolder         | Leidschendam           | Leidschendam-Voorburg | grondzeiler | 2023           |
| Oukoopse Molen                    | Oukoop                 | Bodegraven-Reeuwijk   | wipmolen    | 1982           |
| Rietveldse Molen                  | Hazerswoude-Dorp       | Alphen aan den Rijn   | grondzeiler | 1967           |
| Rode Molen                        | Oud Ade                | Kaag en Braassem      | wipmolen    | 1991           |
| Steektermolen                     | Alphen aan den Rijn    | Alphen aan den Rijn   | wipmolen    | 2018           |
| Stevenshofjesmolen                | Leiden                 | Leiden                | grondzeiler | 1976           |
| Stommeermolen                     | Aalsmeer               | Aalsmeer              | grondzeiler | 1987           |
| Veendermolen                      | Roelofarendsveen       | Kaag en Braassem      | grondzeiler | 1978           |
| Vlietmolen                        | Hoogmade               | Kaag en Braassem      | wipmolen    | 1965           |
| Vrouw Vennemolen                  | Oud Ade                | Kaag en Braassem      | wipmolen    | 1961           |
| Vrouwgeestmolen                   | Alphen aan den Rijn    | Alphen aan den Rijn   | grondzeiler | 1970           |
| Waterloosmolen                    | Rijpwetering           | Kaag en Braassem      | grondzeiler | 1965           |
| Weijpoortsche molen               | Nieuwerbrug            | Bodegraven-Reeuwijk   | wipmolen    | 1976           |
| Zelden van Passe                  | Zoeterwoude-Dorp       | Zoeterwoude           | grondzeiler | 1962           |
| Zuidwijksemolen                   | Wassenaar              | Wassenaar             | grondzeiler | 1972           |
| Zwanburgermolen                   | Warmond                | Teylingen             | grondzeiler | 1960           |
| Zweilandermolen                   | Warmond                | Teylingen             | wipmolen    | 1968           |